# 唐津市立第一中学校
唐津市立第一中学校（からつしりつ だいいちちゅうがっこう）は、佐賀県唐津市町田一丁目にある公立中学校。

## 概要
歴史
1947年（昭和22年）の学制改革により新制中学校として創立。2017年（平成29年）に創立70周年を迎えた。
校章
羽ばたく鶴が「中」の文字を抱えている姿を校章としている。鶴が使用されているのは、古くから唐津城が「鶴城（かくじょう）」と呼ばれてきたことに由来する。
校歌
作詞は下村湖人、作曲は松本民之助による。歌詞は3番まであり、各番の最後に校名の「唐津一中」が登場する。
また、応援歌もあり、作詞は斎藤正夫、作曲は岩野次男による。歌詞は3番まであり、各番に校名の「一中」が登場する。
通学区域
- 唐津市立大志小学校校区（唐津市の後に「坊主町、山下町、桜馬場、朝日町、江川町、元旗町、西旗町、富士見町、南富士見町、西浜町、菜畑（東菜畑）、東城内、西城内、南城内、北城内、大名小路、木綿町、本町、中町、京町、高砂町、呉服町、米屋町、紺屋町、八百屋町、刀町、新町、平野町、弓鷹町、西寺町、新興町」が続く地域）[2]。
- 唐津市立長松小学校校区（唐津市の後に「熊原町、菜畑（西菜畑の一部、南菜畑）、町田一丁目、町田二丁目、町田三丁目、神田、見借、旭が丘」が続く地域）[2]。

## 沿革
- 1947年（昭和22年）
  - 4月1日 - 学制改革により、新制中学校「唐津市立第一中学校」（現校名）が発足[3]。唐津市立竹木場小学校に竹木場分教場を設置[4]。
    - 唐津市立高等実業青年学校の校舎を転用して創立[3]。
    - 唐津市立高等実業青年学校（男子校）と唐津市立唐津実践高等女学校の1・2年修了者を新制中学校2・3年生として収容。3年修了者は旧制度（青年学校）の4年生として残る[3]。

  - 5月1日 - 入学式を挙行。唐津・外町・長松・西唐津・竹木場の国民学校（6年制）5校の卒業生を収容[3]。
- 1948年（昭和23年）3月31日 - 旧制度（青年学校）の4年生が卒業したことにより、唐津市立高等実業青年学校と唐津市立唐津実践高等女学校を廃止[3]。
- 1949年（昭和24年）9月1日 - 唐津市立第二中学校の新校舎が完成したことにより、校区が改正され、西唐津小学校区の生徒が第二中学校へ転出[3]。
- 1953年（昭和28年）7月1日 - 竹木場分教場が分離し、唐津市立第四中学校として独立[3]。
- 1954年（昭和29年）4月1日 - 唐津市立第五中学校の分離・独立により、新入生は唐津小学校・長松小学校の2校区の出身となる[3]。
- 1958年（昭和33年）4月1日 - 通学区域が志道小学校・大成小学校・長松小学校の3校区となる（校舎老朽化と児童数増加のため、唐津小学校が閉校し、志道小学校と大成小学校の2校が新設されたことによる）[3]。
- 1959年（昭和34年）7月6日 - 火災により校舎のほとんどを焼失。新校舎完成までの8か月間、志道・大成・長松の小学校3校の校舎一部と唐津市中央公民館において分散授業を実施した[3]。
- 1960年（昭和35年）3月31日 - 鉄筋コンクリート造3階建ての新校舎2棟が完成[3]。
- 2004年（平成16年）4月1日 - 通学区域が大志小学校・長松小学校の2校区となる（志道小学校と大成小学校が統合され大志小学校になったため）。
- 2013年（平成25年）から2014年（平成26年）にかけて - 校舎の改築を実施。

## 交通
最寄りのバス停
- 昭和バス 「長松大橋」または「熊の原」バス停

最寄りの幹線道路
- 国道204号
- 佐賀県道33号唐津肥前線
- 佐賀県道320号千々賀神田線

## 周辺
- 長松保育園
- 唐津市立長松小学校
- 佐賀県立唐津西高等学校
- 佐賀県立唐津南高等学校
- 町田川

## 参考資料
- 「唐津市史」（1962年（昭和37年）8月18日発行・1991年（平成3年）3月1日復刻, 唐津市・唐津市史編纂委員会）
  - p.1189 - p.1190 第六編 現代 第六章 教育と文化 第四節 中等教育